# TAFI

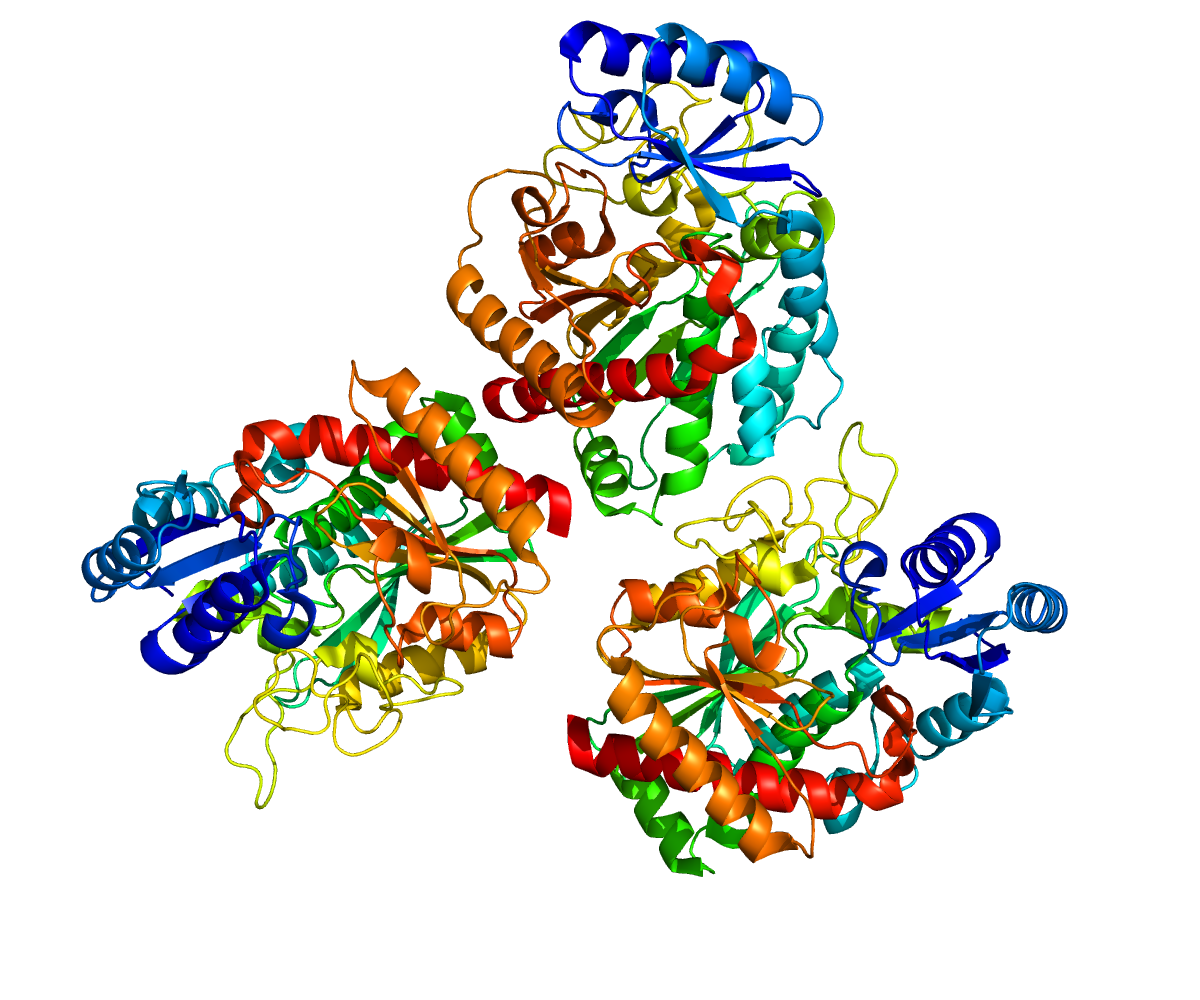

Le TAFI (de l'anglais thrombin-activatable fibrinolysis inhibitor) est une enzyme inhibitrice de la liaison plasminogène-fibrine dans la fibrinolyse, inhibant cette dernière. Son gène est le CPB2 situé sur le chromosome 13 humain.
Il est synthétisé essentiellement dans le foie.
Il retire la lysine ou l'arginine au bout de l'extrémité C-terminale de plusieurs protéines, dont la plasmine, la bradykinine, l'ostéopontine, permettant de moduler l'inflammation.
Le polymorphisme génétique du gène augmente le risque de maladie thromboembolique. 